# Kristina Barroisová
Kristina Barroisová (* 30. září 1981 Ottweiler, Německo) je současná německá profesionální tenistka.
Ve své dosavadní kariéře zatím nevyhrála žádný turnaj WTA.

## Fed Cup
Kristina Barroisová se zúčastnila 1 zápasu ve Fed Cupu za tým Německa s bilancí 0-1 ve dvouhře a 0-1 ve čtyřhře.

## Postavení na žebříčku WTA na konci sezóny

### Dvouhra
| Rok    | 2005 | 2006   | 2007   | 2008  | 2009  |
| Pořadí | 211. | ▲ 124. | ▼ 192. | ▲ 87. | ▲ 80. |

### Čtyřhra
| Rok    | 2005 | 2006   | 2007   | 2008   | 2009  |
| Pořadí | 260. | ▲ 193. | ▼ 322. | ▲ 178. | ▲ 85. |